# پروتزیست
پروتزیست (به انگلیسی: Prosthetist) طبق تعریف سازمان بهداشت جهانی یک متخصص حوزه بهداشت و درمان با مسئولیت جامع در خصوص درمان‌های پروتزی است، که می‌تواند بر عملکرد سایر افراد نظارت کند و یا افراد جدیدی را در این حوزه آموزش دهد.  پروتزیست یک متخصص بالینی است که برای ارزیابی نیازهای کاربرِ پروتز، تجویز درمان، تعیین دقیق مشخصات فنی پروتز، اندازه‌گیری و تصویربرداری از عضوهای بدن، تهیه مدل بهینه، دستگاه‌های مناسب و ارزیابی نتیجه درمان آموزش دیده است.